# Chraplewo (województwo kujawsko-pomorskie)

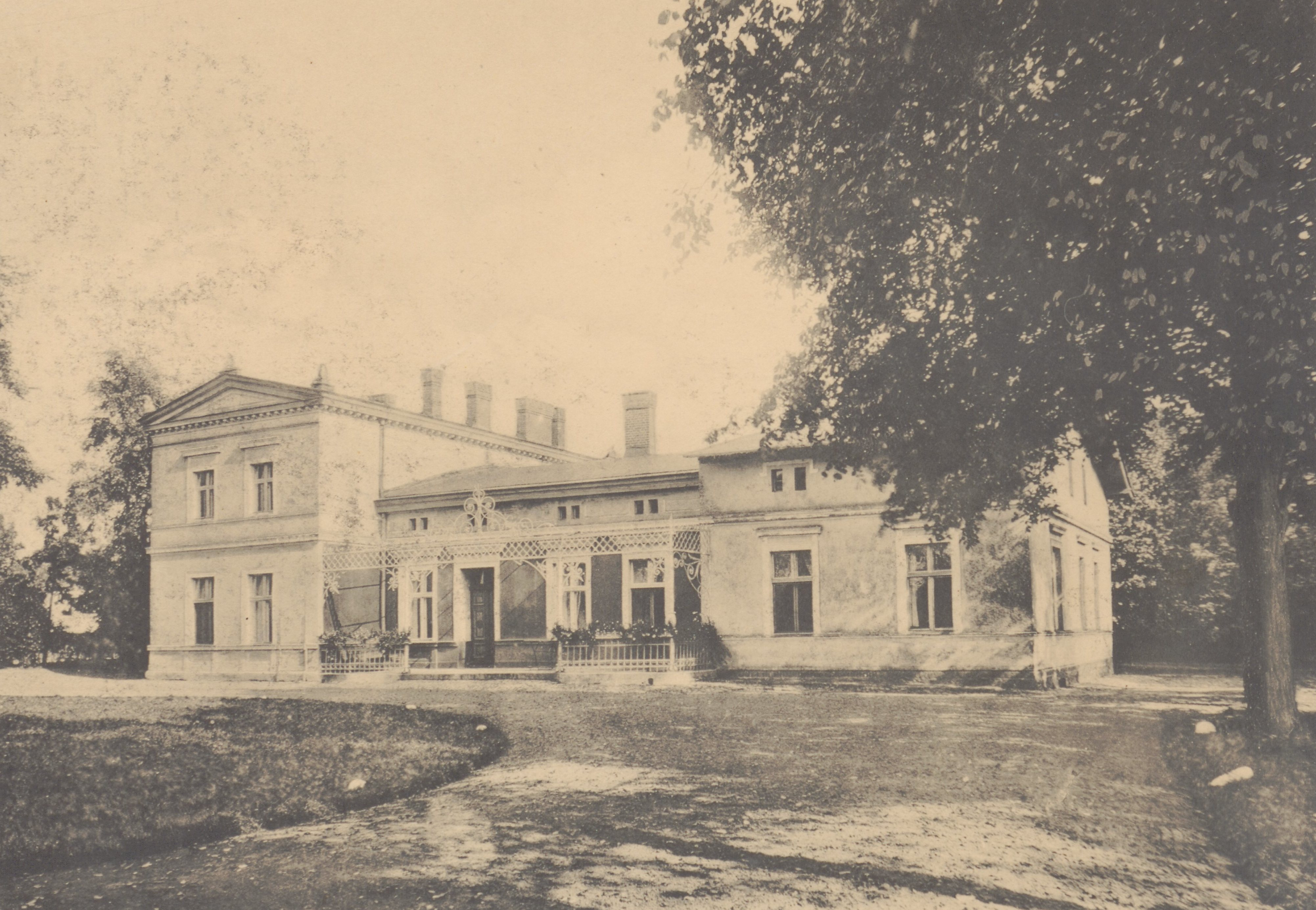
Widok dworu przed 1912

Chraplewo – wieś w Polsce położona w województwie kujawsko-pomorskim, w powiecie nakielskim, w gminie Szubin.

## Dawna granica
Na terenie sołectwa do dziś zachowana została polna droga, stanowiąca granicę polsko-pruską po II rozbiorze Polski.

## Podział administracyjny
W latach 1975–1998 miejscowość położona była w województwie bydgoskim.

## Demografia
Według Narodowego Spisu Powszechnego (III 2011 r.) liczyła 213 mieszkańców. Jest 24. co do wielkości miejscowością gminy Szubin.

## Rolnictwo
W miejscowości działało Państwowe Gospodarstwo Rolne – Zakład Rolny Chraplewo wchodzący w skład Państwowego Gospodarstwa Rolnego Chwaliszewo (w roku 1992 jako Kombinat PGR Chwaliszewo, w latach 1993–1994 ponownie jako PGR Chwaliszewo)

## Zabytki
Według rejestru zabytków NID na listę zabytków wpisany jest zespół dworski z 1. połowy XIX w., nr rej.: 193/A z 15.01.1986:
- dwór
- park